# Зруйноване гніздо
Зруйно́ване гніздо́ — повість українського письменника Адріана Кащенка, опублікована у 1919 році та є одним з найдовершеніших творів письменника. Також вважається, що цим твором в українській літературі започаткований жанр фронтиру.

## Тема
Основною темою повісті є родинна пам'ять як зв'язок поколінь.

## Ідея
Спротив російським загарбникам, захист козацьких вольностей, відновлення справедливості.

## Основні персонажі
- Дмитро Балан, козак, господар зимівника;
- Іван, син Дмитра Балана;
- Галя, донька Дмитра Балана;
- Демко Рогоза, чоловік Галі.

## Сюжет
Події твору розгортаються в останній чверті XVIII століття, після зруйнування Катериною ІІ Запорізької Січі та відходу частини запорожців за Дунай, у володіння Османської імперії.
Споконвічні козацькі землі російська імператриця дарує своїм сановникам, які починають заселяти їх кріпаками.
До зимівника старого козака Дмитра Балана, який мешкає на березі Базавлука разом із рідними, також заходить валка переселенців.
Від прикажчика Балан дізнається, що землі, де розташований його зимівник, подаровані князю, котрий планує їх щільну забудову. Намагаючись відстояти справедливість, Балан помирає після побиття княжими слугами.
Його син Іван вбиває княжого прикажчика та уходить у плавні.
У зимівнику залишаються донька Балана Галя, яка щойно народила дитину, та її чоловік Демко.
Невдовзі й Демко зазнає знущань від управителя княжого маєтку та планує його вбивство. Але Галя, побоюючись за маленьку дитину, відмовляє його від цього. Демко також уходить у плавні, маючи на меті незабаром забрати дружину з дитиною та переїхати до нової Січі.
Згодом Демко дістається Січі, що лежала в Сулинському гирлі, повертається з побратимами до України та забирає свою родину.

## Сприйняття
На думку кандидата філологічних наук Миколи Сур'яка, у «Зруйнованому гнізді» А. Кащенко й далі формує негативне ставлення до руйнування Запорізької Січи та зауважує на загарбницьку політику Російської імперії, зміцнюючи національну ідентичність українців.